# Рахмонов, Бахтиёр Султанович
Бахтиёр Султанович Рахмонов (род. 1959 году, Ташкентская область, Узбекская ССР, СССР) — хоким города Ташкента с 16 января по 23 марта 2023 года. Первый заместитель хокима города Ташкента. 

## Биография
Родился в 1959 году в Ташкентской области. В 1981 году окончил Киевский инженерно-строительный институт, в 2000 году — Академию государственного и общественного строительства при президенте Узбекистана.
С 2005 по 2008 годы занимал пост генерального директора Ташкентского городского территориального коммунально-эксплуатационного объединения. С 2008 по 2011 годы — хоким Мирабадского района города Ташкента. С 2011 по март 2016 года и с января 2021 по январь 2023 года — заместитель хокима города по капитальному строительству и коммунальному хозяйству. С апреля 2017 по май 2018 года — хоким Сергелийского района; с мая 2018 по январь 2021 года — хоким Алмазарского района. 
С 16 января по 23 марта 2021 года — исполнял обязанности хокима Ташкента. С 28 марта 2021 года работает первым заместителем хокима города.